# Società Nazionale di Salvamento

Vecchio modello del brevetto di bagnino, rilasciato dalla SNS Nazionale.

La Società Nazionale di Salvamento (SNS) è un ente del terzo settore attivo nel soccorso marittimo e nella sicurezza balneare. Fondata nel 1871 con la denominazione di Società Ligure di Salvamento, è stata eretta in ente morale nel 1876. Le attività principali della SNS consistono l’opera di salvataggio costiero, d’alto mare, sui laghi, sui corsi d’acqua e nelle piscine, nella formazione e preparare i candidati agli esami per il conseguimento del Brevetto di Bagnino di Salvataggio e nella divulgazione delle corrette pratiche di sicurezza in acqua, oltre alla elaborazione di manuali e pubblicazioni specifiche di settore. Coopera con l'Istituto superiore di sanità a fini di ricerca sui pericoli di balneazione e annegamento e con la Protezione civile.